# Razlovtsi
Razlovtsi (en macédonien Разловци) est un village de l'est de la Macédoine du Nord, situé dans la municipalité de Deltchevo. Le village comptait 826 habitants en 2002.

## Démographie
Lors du recensement de 2002, le village comptait :
- Macédoniens : 823
- Serbes : 3